# Peter Fischer (Museologe)
Peter Fischer (* 29. Juni 1943 in Magdeburg; † 1. September 1996) war ein deutscher Museologe, Ethnograph und Heimatforscher.

## Leben und Wirken
Nach dem Besuch der Grundschule in seiner Geburtsstadt Magdeburg nahm Peter Fischer 1959 eine Maurerlehre auf und leistete anschließend seinen 18-monatigen Grundwehrdienst.
Ab 1963 studierte er an der Fachschule für Museologie in Weißenfels, wo er Hartmut Bock kennenlernte, mit dem er später gemeinsam wissenschaftlich und publizistisch tätig wurde. Peter Fischer setzte seine Fachschulausbildung in Meißen und Leipzig fort und beendete diese 1969 mit dem Abschluss als Museologe. Als Assistent war er am Kreisheimatmuseum Genthin und am Kreisheimatmuseum Schönebeck in Bad Salzelmen tätig, bevor er 1970 Direktor des Johann-Friedrich-Danneil-Museums in Salzwedel und gleichzeitig des Freilichtmuseums Diesdorf wurde.
1972 nahm Peter Fischer ein Studium der Deutschen Volkskunde (Ethnographie) an der Humboldt-Universität zu Berlin auf, das er 1977 als Diplom-Ethnograph abschloss.
Als 1989 das Freilichtmuseum Diesdorf vom Danneil-Museum Salzwedel getrennt wurde, übernahm Peter Fischer die Leitung des Freilichtmuseums. Er starb 1996 im 54. Lebensjahr. Sein Grab befindet sich auf dem Friedhof von Diesdorf.
In Zusammenarbeit u. a. mit der früheren Stadtarchivarin von Salzwedel, Ingelore Fischer, und Hartmut Bock forschte er in verschiedenen Archiven und Bibliotheken zu zahlreichen kulturgeschichtlichen und ethnographischen Themen der Altmark und publizierte mehrere eigene Schriften und Beiträge darüber.

## Werke (Auswahl)
Bibliographie Peter Fischer. In: Peter Fischer – Beiträge zur Hausforschung und Volkskunde der Altmark. Initia Medien und Verlag, Uelzen 2019 (Beiträge zur Regional- und Landeskultur Sachsen-Anhalts; 68) (Schriften zur Regionalgeschichte der Museen des Altmarkkreises Salzwedel; 15), ISBN  978-3-947379-15-6, S. 31–34.
- Denkmale des Kreises Salzwedel. Freilichtmuseum Diesdorf, Diesdorf 1990, ohne ISBN.
- Hartmut Bock, Peter Fischer et al.: Die nordwestliche Altmark – eine Kulturlandschaft. Sparkasse Gifhorn-Wolfsburg, Wolfsburg 1991.
- Klöster, Kirchen und andere Denkmale. In: Die nordwestliche Altmark – Eine Kulturlandschaft. Sparkasse Gifhorn-Wolfsburg, Gifhorn 1991, ohne ISBN.
- Zur Ortsgeschichte Maxdorf. Altmarkkreis Salzwedel 1996